# Förstakammarvalet i Sverige 1938
Förstakammarvalet i Sverige 1938 var ett val i Sverige till Sveriges riksdags första kammare. Valet hölls i den andra valkretsgruppen i september månad 1938 för mandatperioden 1939-1946.
Valet hölls i två valkretsar, utgörande den andra valkretsgruppen: Stockholms läns och Uppsala läns valkrets och Västerbottens läns och Norrbottens läns valkrets. Ledamöterna utsågs av valmän från de landsting som valkretsarna motsvarade. För de städer som inte ingick i landsting var valmännen stadsfullmäktige. 
Ordinarie val till den andra valkretsgruppen hade senast ägt rum 1930.

## Valresultat
| Parti                | Parti                                    | Partiledare             | Röster | Röster | Mandatfördelning | Mandatfördelning |
| Parti                | Parti                                    | Partiledare             | Antal  | +−     | Antal            | +−               |
| -------------------- | ---------------------------------------- | ----------------------- | ------ | ------ | ---------------- | ---------------- |
|                      | Socialdemokraterna                       | Per Albin Hansson       | 79     | +5     | 9                | ▲2               |
|                      | Högerns riksorganisation                 | Gösta Bagge             | 51     | -4     | 6                | ▼2               |
|                      | Folkpartiet                              | Gustaf Andersson        | 21     | -1     | 2                | ▼2               |
|                      | Bondeförbundet                           | Axel Pehrsson-Bramstorp | 19     | +3     | 2                | ▲1               |
|                      | Sveriges kommunistiska parti (Silénare)  | Sven Linderot           | 8      | +7     | 1                | ▲1               |
|                      | Sveriges kommunistiska parti (Kilbomare) | Nils Flyg               | 2      | -1     | 0                | ▬                |
| Antal giltiga röster | Antal giltiga röster                     | Antal giltiga röster    | 180    | +11    | 20               |                  |

### Invalda riksdagsledamöter
Stockholms läns och Uppsala läns valkrets:
- Carl Beck-Friis, h
- Nils Herlitz, h
- Sigfrid Linnér, h
- Albert Andersson, bf
- Anders Aronsson, bf
- Albert Forslund, s
- Laur Franzon, s
- Wilhelm Källman, s
- Gustav Möller, s
- Primus Wahlmark, s

Västerbottens läns och Norrbottens läns valkrets:
- Magnus Bäckström, fp
- Pelle Näslund, fp
- Nils Gabrielsson, h
- Carl Fredrik Carlström, h
- Torsten Caap, h
- Sven Linderot, k
- Manne Asplund, s
- Karl Johanson, s
- Lage Svedberg, s
- Nils Svensson, s